# Género gramatical en español
En español, el género gramatical es, junto al número, una de las dos formas de flexión que afectan sistemáticamente a sustantivos y adjetivos. Desde el punto de vista lingüístico, el género gramatical es un rasgo gramatical que debe ser compartido por elementos dentro de un mismo sintagma y con otros relacionados con ellos, siendo la principal manifestación del género la concordancia gramatical.
En las lenguas románicas se dice que el género tiene una refracción morfológica, es decir, una determinada forma en la palabra. Sin embargo, no siempre el género se manifiesta explícitamente en la forma de la palabra, aunque sí en su concordancia. Compárense los siguientes ejemplos:
El atleta ruso / La atleta rusa
El artista argentino / La artista argentina

## Introducción

### Origen del género
En español, así como en otras lenguas romances, la presencia del género gramatical es una retención del sistema de género del protoindoeuropeo tardío.
A lo largo del tiempo, numerosos autores han desarrollado sus propios criterios y conceptualizaciones sobre el género gramatical en las palabras.  Rodolfo Lenz, por ejemplo, especuló sobre el origen del género, atribuyendo un carácter típicamente femenino a la terminación -a y un carácter incoloro a la terminación -o. Según Lenz, existirían palabras protoindoeuropeas con terminación -a que harían referencia al género femenino, como *mamá, *cigüeña y vaca. Propuso que, a partir de estos seres inherentemente femeninos, el uso de esa terminación se extendería al resto, incluyendo al demostrativo indoeuropeo *-so, que pasaría a *-sa.
Hoy en día, se entiende que la atribución del género gramatical es arbitraria (para los entes no sexuados y para aquellos en los que la distinción macho/hembra no tiene relevancia).  Jakob Grimm, sin embargo, propuso que el género de los nombres tiene su origen en una interpretación sexual de los objetos, que pasaría por su personificación. Según esta idea, la tierra sería de género femenino en la mayoría de los idiomas. En esta misma línea, Leo Spitzer creía que el género femenino iría asociado a palabras con significado de continente, mientras que el masculino se asociaría a los contenidos.
Corbett señala que en todas las lenguas con género gramatical existe un núcleo de palabras en que el género está semánticamente motivado (por caracteres sexuales o de otro tipo), y que frecuentemente esta diferenciación se extiende al resto de palabras por criterios fonológicos no motivados semánticamente. Por esa razón silla es una palabra femenina pero sillón es masculino, no por razones semánticas sino por la forma de su terminación.
En el mundo también existen algunas lenguas donde el género se asigna de manera consistente semánticamente.  Por ejemplo, en tamil existen tres géneros: animado masculino, animado femenino e inanimado, que son semánticamente predecibles.

### Estudio del género en español
A continuación, se presenta un recorrido por el enfoque de la categoría del género en algunas gramáticas:
- En 1455, Antonio de Nebrija ya defendía la arbitrariedad de la categoría (influido por Protágoras), aunque seguía considerando el género como "aquello por lo que se distingue macho de hembra". Es importante tener en cuenta que hablar de macho y hembra no equivale a masculino y femenino; la primera división es estrictamente zoológica, mientras que la segunda es una clasificación gramatical.
- En 1555, el Anónimo de Lovaina[1] ofrecía un criterio de apariencia formal, pero insuficiente: -a femenino, -o/e género confuso.
- En su Minerva (Minerva sive de causis linguae latinae), el humanista y gramático español el Brocense no escapaba a la identificación de género y sexo, atribuyendo el género como rasgo inherente al sustantivo, no así al adjetivo.
- En la Gramática de 1771,[2] se insistía en la idea del género como manifestado a través del artículo. Esto parece continuar la tradición gramatical latina, en la cual los escolares declinaban cada palabra acompañada del demostrativo hic, haec, hoc, para explicitar el género.
- Ya en 1931, en la Gramática de la RAE, se daba una definición problemática al considerar el género como accidente gramatical, cuando, si es algo inherente a la palabra, no puede ser un accidente.
- El Esbozo de una nueva gramática de la lengua española (Esbozo), por su parte, propone como criterios para explicar el género la significación, el criterio etimológico y la terminación.[3]
- Por otro lado, en la Gramática Española de Alcina y Blecua, se define el género como toda una clase de morfemas que sirven para actualizar un determinado morfema lexemático como nombre sustantivo o adjetivo, o bien para, juntamente con el número, marcar la concordancia con los elementos sintácticos adyacentes. Añaden que el género sirve para, en algunas realizaciones, aportar información sobre el sexo y otros aspectos de la realidad.[4]
- La idea del género de los nombres como efecto de su capacidad de concordancia había llevado tanto al Brocense como a Andrés Bello a defender que, si los adjetivos tuviesen una sola terminación (como “excelente”), no existiría el género en nuestra lengua. Parece claro que, si en un momento del español todos los adjetivos tuvieran una sola terminación, seguiríamos hablando de la categoría de género en casos tales como tuvo siempre amigos / amigas vulgares.

## Descripción lingüística del género
En la gramática del español existen dos géneros: el masculino y el femenino. El género neutro, perdido a excepción de demostrativos (esto, eso, aquello), el pronombre ello y el artículo lo, tiene una procedencia indoeuropea y tuvo plena vitalidad en el latín y el alemán. Su origen último podría estar en una oposición, que no ha pervivido, entre animado e inanimado, propia de una concepción animista de la naturaleza. Debido también a esta concepción, en latín, por ejemplo, el nombre del árbol es femenino y el fruto es neutro.
Desde muy temprano, se ha tomado en cuenta que el masculino desempeña un mayor número de funciones, teniendo así más extensión semántica y, consecuentemente, más indeterminación que el femenino.
Como contraejemplo, se puede observar en la oposición banco/banca que el femenino es el más extenso y menos caracterizado, aunque en este caso se trate de una de esas nociones básicas, aparte de la sexual, que expresa el género. De hecho, atendiendo al DRAE, entre cesto y cesta, la menor caracterización estaría en cesta, pues no incluye alusión a la noción de tamaño.
Tanto los seres vivos como los inanimados comparten la propiedad gramatical del género, mientras que los seres vivos tienen añadida una propiedad léxica de macho y hembra. Se ha propuesto que el género puede estar incluso en el lexema, sin necesidad de manifestarse en los morfemas. Por ejemplo, en el caso de harina o mesa, dado que no se podría conmutar su terminación por la propia del género contrario (masculino en este caso). Igualmente, se debe tratar el caso de los heterónimos en cuanto al género, que emplean diferentes palabras para la distinción de géneros.
Sobre estos heterónimos, Th. Ambadiang opina que en algunas parejas del tipo caballo/yegua o yerno/nuera existiría una doble marca, léxica y morfológica.
Se viene considerando que la oposición de géneros está marcada por la terminación -a/no -a. Sería, por tanto, una oposición no regular en la que, por ejemplo, -e no sería un morfema flexivo, sino que quizás podría tomarse como alomorfo (variación en la manifestación formal) de -o, pese a no sentirse ligado a un género (como prueba padre / madre). El femenino, por su parte, presenta también variaciones de la -a, como pueden ser -esa, -isa o -triz, que pueden acabar regularizándose, como es el caso de embajatriz, que pasó a embajadora.
Algunos gramáticos, como Alsina y Blecua, consideran que, cuando el género se manifiesta por moción, el masculino se realiza mediante los alomorfos -o, -e, -Ø y el femenino por el morfo -a. Por ejemplo, en el caso de león, el masculino lo indicaría el conjunto vacío junto al lexema. Argumentan que, en caso de que admitan diminutivo, se facilitará la identificación de la marca -o. León: león+ Ø / león+cit+o.
La idea del monema con significante cero es criticada por J. A. Martínez, pese a reconocer su utilidad metodológica. Este autor indica acertadamente que podrían añadirse infinitos monemas con significado cero; por tanto, en coche (ejemplo de Alsina y Blecua) tendríamos las marcas de singular y masculino representadas por Ø, como también podrían estar representados todos los morfemas derivativos aplicables a esa palabra: cochera, cochazo, etc. Así, como observa Bussynes, un hombre soltero no es, desde luego, un hombre casado con una mujer cero.

### Variaciones semánticas
En español, la oposición morfológica -o/-a puede utilizarse en ocasiones con valor semántico.  Por ejemplo, el cesto/la cesta, el cubo/la cuba, pueden aportar noción de tamaño, o de árbol/fruto en manzano/manzana, castaño/castaña. Además, existirían nociones menos claras, como las expresadas por el punto/la punta, el suelo/la suela o algunas derivadas del neutro plural latino: leño/leña o fruto/fruta. En estas derivadas del neutro plural latino, el género predominante para designar colectividades es el femenino, surgido como tal por analogía con el plural neutro latino; tal es el caso de hoja en frases tales como la caída de la hoja, que da idea de plural y que se opone sin variación genérica a una hoja. En la misma línea, es ejemplo muy citado el de brazo frente a braza, donde la idea de individualidad frente a conjunto se expresa con variación genérica.
Igualmente, para la expresión del género, además de la moción flexiva, se puede recurrir a la moción de artículo que, como ya observa Alarcos, no deja de ser un morfema externo concordado. Son ejemplos de esto el/la testigo, el/la camarada, el/la cónyuge.
Un caso paralelo, pero de muy escasa difusión, es el de los nombres de género epiceno, como se denominaban en la gramática tradicional. Abarcan un escaso número de realidades sexuadas donde el interés de la distinción sexual es escaso para la intención comunicativa. Tales son multitud, persona, etc., y nombres de animales como sardina o cigüeña, junto a los que puede aplicarse macho o hembra si fuera necesario precisar.
Cabe señalar el caso de el mar, la mar, que ha sido objeto de discretos estudios. Antes de nada, debe tenerse en cuenta que se trata de un monosílabo y que estos, como indica Rosenblat, tienen historia aparte. Actualmente, se entiende que los habitantes de tierra adentro prefieren el masculino frente a los marineros y al lenguaje técnico (mar gruesa), que emplean el femenino. Se ha señalado también que, para el plural, es exclusivo el uso del masculino. Igualmente, existe un intento de explicación de su uso como término metafórico, que emplea el masculino con determinante (un mar de espigas) y el femenino cuando se usa el artículo (la mar de tiempo).
Parece claro que la oposición de género en castellano es una de las más productivas, por la cantidad de pares que abarca y por la facilidad de formación de nuevos ejemplos. Es por ello que surgen a menudo formaciones irónicas: ni concilios ni concilias (en Los pazos de Ulloa) o el famoso Melibeo soy en La Celestina, que pretende mostrar el extremo amoroso de Calisto, teniendo muy presente la parodia del amor cortés.
También en el lenguaje infantil aparece idioto o desobedienta, por un aprovechamiento excesivo de la recursividad de la concordancia regular. En Sudamérica se oye, por el mismo motivo, hipócrito, media dormida o pianisto. Igualmente, suelen aplicarse, con diverso éxito, terminaciones femeninas para nombres que, en principio, quedaban fuera, y así se sentían, de la distinción genérica; tal es el caso de figuranta, bachillera, rea, testiga o huéspeda (algunas de estas aparecidas desde un momento muy temprano, probando así la gran productividad de esta oposición).

### Concordancia anómala: femeninos con /a/ tónica inicial
Los artículos femeninos la y una toman obligatoriamente la forma el y un respectivamente cuando se anteponen a sustantivos femeninos que comienzan por /a/ tónica (gráficamente a- o ha-); así, decimos:
el águila, el aula o el hacha.
Sin embargo, no debe olvidarse que estas palabras siguen siendo de género femenino, por lo que todos los demás determinantes y palabras relacionadas con ellas deben escribirse siempre en femenino (p. ej., La principal arma de Indiana Jones es el látigo). Además, si la y una no se encuentran inmediatamente antes de esas palabras, sino que hay otras en medio, vuelven obligatoriamente a su forma normal (p. ej., Me bebí toda la fresca agua del vaso). Estos casos de aparente falta de concordancia deben ser considerados un fenómeno fonológico, no como un caso de falta de concordancia. Aunque el fenómeno no parece afectar a los adjetivos:
La alta inflación provocó una pérdida de poder adquisitivo.
La áspera superficie de una lima.
En la Edad Media, se empleaban artículos masculinos no solo ante a tónica, sino también ante a átona e incluso ante cualquier vocal (el espada).

## Feminismo y género gramatical
El feminismo se remonta a ideas surgidas en el siglo XVIII, relacionadas con los derechos humanos y los conceptos de sujeto universal, sujeto de conocimiento y ciudadano, de modo que lo masculino se elevó de genérico a universal. Ya en el siglo XVII, Vaugelas declaró respecto del idioma francés:

La forma masculina tiene prioridad sobre la femenina porque es más noble.

Tres siglos después, el feminismo sigue siendo una visión crítica que hace ver e irracionaliza. Así, frente a argumentos en contra de la forma femenina química o música, porque confunde profesional con disciplina, la teoría feminista hace ver que nunca ha habido confusión entre el frutero y el vendedor de frutas. Además, debe entenderse que no existe ningún afán de ocultación en la inclusión de profesionales femeninos bajo la designación no marcada del masculino, como tampoco existe esta intención en la referencia masculina para un grupo heterogéneo, siguiendo el principio de economía. De hecho, encuestas realizadas entre profesionales de la medicina indican que ellas prefieren ser caracterizadas con moción de artículo, esto es, la médico frente a médica.
La lengua solamente es susceptible de captación como fenómeno de carácter solidario entre la manifestación y la subyacencia de pensamiento. Es decir, los usos lingüísticos desvelan una forma de entender la realidad. Esta idea de que los usos léxicos de la lengua tienen consecuencias psicológicas y culturales en la mente de los hablantes es una creencia ligada a la programación neurolingüística y la controvertida hipótesis de Sapir-Whorf.
En otros casos, el nombre de la profesión no lleva implícita una referencia sexuada y, por tanto, podría entenderse el uso de fiscala o jueza como una caracterización innecesaria o excesiva.
Actualmente, la base de la problemática se encuentra en los nombres de profesiones, algunos de los cuales presentan problemas especiales para su feminización.
Por todo lo dicho, cabe insistir en la necesidad de distinguir las actitudes sexistas respecto del funcionamiento del sistema gramatical, como antes distinguíamos entre la noción de género y la de sexo.

### Indicación de ambos géneros
En los últimos años, debido al auge del uso de un lenguaje no sexista, se está extendiendo la costumbre —innecesaria según la Real Academia Española— de hacer explícita la alusión a ambos sexos cuando se utilizan sustantivos o adjetivos animados:

Los alumnos y las alumnas de esta clase ganaron el concurso de belleza.

Con el objetivo de economizar este uso del lenguaje, que puede resultar abstruso, ha comenzado a extenderse el uso del símbolo de la arroba (@) como recurso gráfico para integrar en una sola palabra las formas masculina y femenina del sustantivo, ya que este signo incluiría en su trazo las vocales a y o:

L@s alumn@s de esta clase ganaron el concurso de belleza.

El empleo de la arroba para integrar en una sola palabra las formas masculina y femenina del sustantivo es muy frecuente en las publicaciones de organizaciones comprometidas con la igualdad de derechos entre varones y mujeres (partidos políticos de izquierdas, movimientos asociativos, prensa joven) e incluso ha sido empleado en algunas campañas institucionales. Su extensión por parte de algunos partidos políticos también responde a un intento de proyectar una imagen de modernidad y progresismo.
Sin embargo, la Real Academia Española no admite estas opciones por varios motivos:
- En los sustantivos que designan seres animados, el masculino gramatical no se emplea solamente para referirse a los individuos de sexo masculino, sino también para designar a todos los individuos de la especie, sin distinción de sexo. Tal uso del género gramatical masculino no denota intención discriminatoria alguna, sino la aplicación de la ley lingüística de la economía expresiva.
- Únicamente se precisa del uso de los dos géneros cuando la oposición de sexos es un factor relevante en el contexto:

La proporción de alumnos y alumnas en las universidades se ha invertido en los últimos años.
Diccionario panhispánico de dudas.

- Tampoco se admiten las expresiones forzadas y antinaturales como «las y los ciudadanos».[21]